# Las aventuras de Peabody y Sherman
Las aventuras de Peabody y Sherman (título original en inglés: Mr. Peabody & Sherman) es una película de ciencia ficción en 3D animada por computadora, producida por DreamWorks Animation, Pacific Data Images, Bullwinkle Studios y distribuida por Paramount Pictures. Está basada en los personajes del segmento El Sr. Peabody y lo Improbable de la historia, perteneciente la serie de dibujos animados Las aventuras de Rocky y Bullwinkle emitida de 1959 a 1964. Está dirigida por Rob Minkoff, director de la exitosa película animada de Disney El Rey León, y producida por Alex Schwartz y Denisse Nolan Cascino. Tiffany Ward, hija de Jay Ward, uno de los creadores de la serie original, es productora ejecutiva. La película cuenta con las voces en inglés de Ty Burrell, Max Charles, Ariel Winter, Stephen Colbert y Leslie Mann. En Hispanoamérica, El Sr. Peabody fue doblado por Arturo Mercado Jr. Siendo la primera animación de DreamWorks Animation que muestra a personajes de Classic Media que desde en 2011 adquiriera dicha compañía. La película fue estrenada el 4 de octubre de 2013 en Reino Unido, el 1 de noviembre en México y el 15 de noviembre en Estados Unidos y España.

## Argumento
El Sr. Peabody es un perro de raza beagle superdotado que, a falta de una familia que lo adopte, dedica su tiempo a la búsqueda del conocimiento y la excelencia en la cultura y el deporte. Luego de destacarse en dichas áreas y hacer varios aportes en beneficio de la humanidad, se mudó a un penthouse de Nueva York en Estados Unidos junto a su compañero Sherman, que le inspira la creación de su mayor invento: una máquina del tiempo. Con ella, Peabody lo educa mostrándole en persona varios eventos importantes en la historia de la humanidad; al viajar en el tiempo hasta el año 1789, más exactamente al  inicio de la Revolución francesa, El Sr. Peabody es tomado como parte de la aristocracia francesa y enviado a morir en la guillotina, pero gracias a su agudeza mental logra escaparse con Sherman a través de las alcantarillas de París. Dentro de ellas, son perseguidos por Maximilien Robespierre y sus soldados, pero tras batirse a duelo con espadas con el líder de los revolucionarios, Peabody y Sherman logran de escapar nuevamente.
Luego de regresar al presente, Sherman comienza a asistir al colegio, donde demuestra tener grandes conocimientos de la historia, lo que genera la admiración de su profesora e incluso la envidia de una chica llamada Penny Peterson, quien es una de sus compañeras de clase. Más tarde, durante la hora del recreo, Penny confronta a Sherman y lo humilla, tildándolo de ser un perro por tener un can como amigo. Para evitar las burlas de Penny, Sherman le muerde el brazo, tras lo cual El Sr. Peabody es citado a la oficina del señor Purdy, director del colegio. Durante la reunión entre ambos, la señora Grunion, agente de Protección y Seguridad Infantil, se presenta en la oficina del director expresando que es normal la crueldad entre los niños, pero no morder, lo que atribuye a la crianza de Sherman y la supuesta ineptitud de Peabody para ser amigo, tras lo cual le avisa que al día siguiente visitará su casa para corroborar su aptitud para criar a Sherman, bajo amenaza de quitarle la custodia del niño. Esa misma noche, antes de dormir, Sherman pide perdón a su compañero por lo que ha hecho, El Sr. Peabody se siente triste al recordar todos los momentos divertidos que han compartido a través de la historia, además del motivo que lo hizo adoptar a Sherman: darle el hogar que nunca tuvo.
Al día siguiente, Sherman ve a su compañero preparando una cena especial y descubre, con disgusto, que Peabody ha invitado a cenar a Penny y a sus padres, Paul y Patty, para lograr que ambos chicos se reconcilien antes de la visita de la señora Grunion. Mientras Peabody se gana la confianza del matrimonio Petterson, Sherman trata infructuosamente de ganarse la simpatía de Penny, llegando al extremo de desobedecer a su padre al mostrarle la máquina del tiempo para demostrarle que no es un mentiroso. A pesar de las órdenes de Peabody de no manejar la máquina hasta que crezca, Penny le advierte a Sherman que si se comporta de ese modo es un perro, por lo que el niño decide demostrarle que no lo es y conduce el artefacto. Más tarde, mientras el dueño de casa y sus invitados disfrutan de unos tragos, Sherman le confiesa a su padre que Penny está en el Antiguo Egipto, lo que hace que Peabody hipnotice al matrimonio Petterson para ir a buscar a la chica. Al llegar, descubren que Penny se ha transformado en la prometida del rey Tutankamón. Al conocer que su destino es acompañar a su futuro esposo incluso después de su muerte (lo que implica ser momificada), Penny trata de librarse del compromiso, pero el Gran Visir de Egipto le advierte que no hay manera de revertir su destino y la lleva al palacio real, mientras que Peabody y Sherman son encerrados en un sepulcro egipcio. Guiándose por los jeroglíficos dibujados en las paredes de la tumba, Peabody logra encontrar la salida para escapar, y al día siguiente padre e hijo se esconden en una enorme estatua del dios Anubis para hacerse pasar por él y evitar la boda entre Penny y Tutankamón, pero son descubiertos por un descuido de Sherman y se ven obligados a huir de manera algo accidentada.
Mientras procuran regresar, la máquina del tiempo empieza a quedarse sin energía, por lo que Peabody decide hacer una escala en el Renacimiento, más exactamente en Florencia. Al llegar, se dirigen a la casa del mismísimo Leonardo da Vinci para que les ayude a darle impulso a la máquina del tiempo, y lo descubren tratando infructuosamente de convencer a Lisa Gherardini para que sonría y así terminar su retrato. Contento de ver a su viejo amigo Peabody, el genio le explica su necesidad de hacer sonreír a su musa, a lo que Peabody procura ayudarle haciendo el acto de "la caída graciosa" para lograr su cometido. Sin lograrlo, al levantarse golpea un atril con su cabeza, y el intento de Sherman por evitar que se caiga termina con el atril desarmado en el suelo. Al levantarse, Peabody atraviesa el lienzo sobre el atril con su cara, y al ver el rostro del can en un retrato de mujer Lisa comienza a reír a carcajadas, lo que da Vinci aprovecha feliz para terminar su cuadro. Más tarde, mientras Peabody y Leonardo trabajan en una máquina que le dé impulso a la máquina del tiempo, Sherman y Penny exploran un ático donde están expuestos los artilugios creados por Leonardo y tripulan su prototipo de máquina voladora, con la que planean por encima de Florencia venciendo sus diferencias y el miedo de Sherman a tomar riesgos. La aventura de los chicos termina cuando se estrellan contra un árbol, y a pesar de la alegría de Leonardo al comprobar que su prototipo funciona, Peabody se disgusta con su hijo por su desobediencia.
Mientras regresan, El Sr. Peabody le recrimina a Penny que esté convirtiendo a Sherman en un chico alocado porque no ha pasado hace 7 años educándolo para eso, a lo que la chica le plantea que de ser tan buen amigo como dice, la señorita Grunion no querría quitarle la custodia de Sherman, quien discute con él por no haberle dicho tal cosa. Mientras Peabody lucha para que la máquina del tiempo no caiga dentro de un agujero negro, Sherman se cansa de las órdenes de su amigo alejando de que no es un perro, a lo que Peabody le replica que es un chico malo. Luego de evitar caer en el agujero negro, la máquina del tiempo aterriza con fuerza en una playa, y Peabody descubre que Sherman se ha ido en lo que él considera "uno de los momentos más violentos de la historia": la guerra de Troya. Mientras el ejército griego espera que los troyanos introduzcan el caballo de Troya dentro de las murallas de la ciudad, Agamenón arenga a sus tropas, entre las que está Sherman. De pronto, Odiseo entra al interior del caballo con una réplica del mismo, y al meterlo dentro Peabody y Penny salen de su interior. Creyéndolo un espía, Agamenón ordena matarlo, pero Sherman aclara que es su compañero. Al entender la tensa situación entre ambos, Agamenón lo entiende como algo muy común, recordando que él mismo es juzgado por ser hijo de un minotauro, y pone como ejemplos al soldado Ajax, que se enlistó en el ejército para no contrariar a su padre a pesar de su vocación de cantante, y a Edipo, cuyos actos han llevado a su familia a evitar compartir reuniones con él. Peabody trata de advertirle a Sherman lo que realmente va a suceder en la guerra de Troya, pero el niño decide seguir adelante con su plan de unirse a las tropas griegas y se incorpora a la lucha hasta que se enfrenta a un soldado troyano y escapa asustado, llamando a su padre con el silbato canino que le ha dado. Al instante, Peabody aparece en su ayuda, rechazando los ataques de los troyanos hasta que en medio del caos de la batalla el caballo de Troya se va rodando por las calles de la ciudad con Penny en su interior. Para rescatarla antes que caiga por un barranco, Peabody y Sherman siguen al enorme armatoste a caballo, y gracias a los precisos cálculos de Peabody logran enlazar al caballo de madera con una cuerda justo antes de que caiga. Lamentablemente, el vestido de ella se engancha en un clavo saliente del caballo de Troya, y al procurar ayudarla Sherman hace que el enorme aparato caiga por el barranco, lo que obliga al Sr. Peabody a aprovechar una tabla floja para arrojar a ambos chicos fuera del caballo, que termina por caer al barranco con él adentro. 
Acongojado por la desaparición del Sr. Peabody, Sherman decide pilotar la máquina del tiempo hasta unos minutos antes de que se fueran en el presente para obtener la ayuda de Peabody para arreglar todo, a pesar de las advertencias de nunca volver a una época en la que existieron. Mientras Sherman y Penny intentan explicar la situación al Sr. Peabody y el matrimonio de Peterson, aparece el Sherman del pasado. Cuando llega la señora Grunion, Peabody intenta ocultar a los Peterson la presencia de dos Sherman, pero el segundo Peabody regresa de Troya gracias a una máquina del tiempo rudimentaria que ha construido en el pasado, lo que complica aún más la situación. Grunion intenta reunir a los dos Sherman, pero ellos y los dos Peabody vuelven a fusionarse, lo que provoca una onda expansiva cósmica masiva. Sin entender plenamente las peligrosas implicancias de este hecho, la señora Grunion agarra a Sherman para llevárselo definitivamente, a lo que Peabody reacciona enfurecido mordiéndola. Molesta, Grunion llama al Departamento de Control de Animales, mientras Peabody, Penny y Sherman corren hacia la máquina del tiempo para intentar reparar la ruptura en la continuidad espacio - tiempo, por la que empiezan a aparecer diversos personajes y monumentos del pasado.
Con la señora Grunion persiguiéndolos a bordo de un vehículo policial, la máquina del tiempo se estrella en un parque y Peabody es forzado a salir. De inmediato, Grunion ordena a los agentes de Control de Animales que se lo lleven a la perrera por su mordedura, pero Sherman interviene en su favor declarándose culpable de todos los problemas que ha causado, recordando a todos los presentes las virtudes de Peabody y recalcando que por tales virtudes él también se considera un perro, a lo que adhieren Penny, sus padres y todos los personajes históricos allí presentes. No obstante, Grunion insiste en su postura, hasta que entre todos aparece George Washington, quien cita la Declaración de Independencia de los Estados Unidos para otorgarle a Peabody el perdón presidencial, decisión apoyada por Abraham Lincoln y Bill Clinton. Repentinamente, la caída de objetos históricos por la ruptura se hace más intensa, por lo que Peabody acude a todas las mentes brillantes de la historia que lo rodean para buscar una solución al problema. Mientras todos debaten una posible solución, Sherman le propone a su padre ir al futuro con el pretexto de que "seguramente no está tan de cabeza", y Peabody descubre que esa es la solución: viajar a gran velocidad al futuro por unos segundos, para crear su propio campo gravitacional. Mientras encomienda a Sherman ser el piloto de la máquina del tiempo, Peabody la configura y da la orden de activar el viaje hacia el futuro, y tras unos instantes todos los personajes históricos son absorbidos por la ruptura y regresan a sus respectivas épocas. Frustrada, Grunion le advierte a Peabody que esperará un solo error suyo para hacérselo pagar, pero Agamenón, enamorado de ella, la captura y se la lleva a su época. Luego de que la ruptura desaparece, Penny espera ansiosa el regreso de Peabody y Sherman, pero al ver que nada sucede se entristece mucho. Repentinamente, la máquina del tiempo aparece en el cielo con sus ocupantes celebrando haber logrado la restitución de la continuidad espacio - tiempo a su estado original.
Cuando todo regresa a la normalidad, Sherman y Penny regresaron al colegio siendo mejores amigos para siempre, y la relación del Sr. Peabody con su amigo se fortalece. Mientras tanto, la historia toma diversos detalles del presente: Tutankamón organiza un desfile con motivos neoyorquinos, Leonardo da Vinci hace una versión estilo pop art de La Gioconda con un stencil y pintura en aerosol, George Washington y Benjamin Franklin compiten para atraer la atención de las damas por aparecer en billetes, Albert Einstein se frustra por no poder resolver un cubo de Rubik, Robespierre trata de utilizar un arma de electrochoque al entrenar a sus soldados y se electrocuta a sí mismo, y El Rey Agamenón se casa con la señora Grunion siendo Odiseo el oficiante de la boda. 

## Elenco
- Ty Burrell es Sr. Peabody, un perro de raza beagle extremadamente brillante y compañero de Sherman. Originalmente, Robert Downey Jr. estaba considerado para prestar su voz al Sr. Peabody, pero en noviembre del 2011 fue reemplazado por Ty Burrell.
- Max Charles es Sherman, un chico brillante e inteligente de cabello pelirrojo y compañero y mejor amigo del Sr. Peabody.
- Ariel Winter es Penny Peterson, una chica rubia de carácter fuerte y poco feminista quien es hija de Patty y Paul Peterson.
- Stephen Colbert es Paul Peterson padre de Penny
- Leslie Mann, es Patty Peterson madre de Penny. Quien reemplazó a Ellie Kemper.
- Allison Janney es Edwina Grunion, agente de Children's Services.
- Stephen Tobolowsky es Purdy, el director del colegio de Sherman.
- Stanley Tucci es Leonardo da Vinci.
- Patrick Warburton es el rey Agamenón.
- Zach Callison es el rey Tutankamón.
- Dennis Haysbert es un juez que le concede la custodia del bebe Sherman a Mr. Peabody.
- Leila Birch es WABAC.
- Karan Brar es Mason.

### Doblaje
| Personaje         | Actor original     | Actor de Doblaje México | Actor de Doblaje España |
| ----------------- | ------------------ | ----------------------- | ----------------------- |
| Sr. Peabody       | Ty Burrell         | Adrian Uríbe            | Lorenzo Beteta          |
| Sherman           | Max Charles        | Ángel García            | Gabriel Sánchez         |
| Penny Peterson    | Ariel Winter       | Nycolle González        | Ángela Arellano         |
| Paul Peterson     | Stephen Colbert    | Gerardo García          | Guillermo Romero        |
| Patty Peterson    | Leslie Mann        | Gaby Cárdenas           | Mar Bordallo            |
| Sra. Grunion      | Allison Janney     | Loretta Santini         | Isabel Donate           |
| Visir Ay          | Steve Valentine    | Humberto Solórzano      | Pablo Del Hoyo          |
| Leonardo Da Vinci | Stanley Tucci      | Eduardo Tejedo          | Roberto Cuenca Martínez |
| El rey Agamenón   | Patrick Warburton  | Mario Avrizu            | Alejandro "Peyo" García |
| Albert Einstein   | Mel Brooks         | Jesse Conde             | Miguel Zúñiga           |
| Purdy             | Stephen Tobolowsky | Pedro D'Aguillón Jr.    | Ángel Amorós            |

Además de Leonardo da Vinci, el rey Agamenón, y el rey Tutankamón, la película cuenta con varias figuras históricas como Albert Einstein (Mel Brooks), Mona Lisa (Lake Bell), María Antonieta (Lauri Fraser), Maximilien de Robespierre (Guillaume Aretos), George Washington, Abraham Lincoln, Bill Clinton, Isaac Newton (Jess Harnell), Odiseo (Tom McGrath), Áyax el Menor (Al Rodrigo) y Espartaco (Walt Dohrn). 
También hay cameos sin diálogo de Benjamin Franklin, Mahatma Gandhi, William Shakespeare, Ludwig van Beethoven, Vincent Van Gogh, Los Hermanos Wright, Jackie Robinson y el bebé Moisés.

## Desarrollo
Desde hace varios años había planes con el director Rob Minkoff para una animación basada en los personajes de Mr. Peabody y Sherman. El primer intento de hacer un film inicia en 2003, cuando se reportó que la compañía productora basada en Sony, Sprocketdyne Entertainment (propiedad de Minkoff) y Bullwinkle Studios producirían una película de acción en vivo, con la posibilidad de ser dirigida por Minkoff. Dicha producción no se realizó, pero en 2006, Minkoff se unió a DreamWorks Animation para dirigir una adaptación animada por computadora. Andrew Kurtzman fue el encargado de escribir el guion, basado en el tono, desarrollado por Minkoff junto a su antiguo compañero de producción Jason Clark. Tiffany Ward, hija de Jay Ward, uno de los creadores de la serie original, fungió como productora ejecutiva, cuyo trabajo era asegurarse de que la película fuera fiel a la integridad de los personajes. Cuando fue contactada por Minkoff diez años antes del estreno del film, se sintió entusiasmada por su intención de respetar el legado: Que mejor creador para los personajes que Bob. Fue una larga búsqueda para lograr que la adaptación fuera "perfecta", pero se sintió complacida con el resultado final, la cual resultó "fiel a la caricatura original".

## Recepción

### Críticas
La película recibió reseñas mayormente positivas por parte de los críticos, teniendo un puntaje de 79% en Rotten Tomatoes y una calificación promedio de 6.6 de 10, basada en 117 reseñas. En Matris, obtuvo un puntaje de 59/100 basado en 34 reseñas. Según El consenso del sitio dice: Las Aventuras de Mr. Peabody y Sherman ofrece una oleada de entretenimiento sorprendente y diversión colorida para todas las edades, a pesar de su fecha de origen y su trama enreversada. Peter Bradshaw, de The Guardian dijo: Le toma al espectador un poco de tiempo adaptarse a la velocidad (de la película), pero una vez que se acostumbran, hay mucha diversión inesperada  mientras que Mark Kermode, de The Observer, declaró Satisfecho al decir que lo más nuevo de DreamWorks ofrece una gran serie de bromas visuales y payasadas vocales, aun cuando la trama gira violentamente por un agujero de gusano en la continuidad espacio-tiempo.

### Taquilla
A pesar de su buena recepción y de tener ganancias superiores a su presupuesto, la película no logró ser un éxito financiero para DreamWorks. La película tuvo un presupuesto de 145 millones de dólares, de los que recaudó 111,506,430 en Norteamérica y 161,406,000 en el resto del mundo, para un total de 275,698,039 dólares. El bajo resultado financiero hizo que DreamWorks declarara una amortización por 57 millones de dólares, la cual se convirtió en un fracaso taquillero. La película tuvo como competencia en cines a Free Birds y Frozen, que obtuvieron mayores ganancias. La película fue lanzada en DVD y Blu-Ray el 18 de junio de 2014.

## Fecha de estreno
La película pasó por varios cambios en su fecha de estreno. Originalmente para el 6 de diciembre de 2013 y el 29 de noviembre de 2013, las altas expectativas de DreamWorks Animation trasladaron la película al 13 de julio de 2012 (que se trasladó al 6 de julio de 2012), reemplazando a otra película de DreamWorks Animation, Yo y Mi Sombra. El último cambio ocurrió en enero de 2012, lo que retrasó la película hasta el 15 de noviembre de 2013, supuestamente debido a una "ventana de lanzamiento más ventajosa", reemplazando nuevamente a Yo y Mi Sombra. La película se estrenó un mes antes en el Reino Unido, el 4 de octubre de 2013. Originalmente estaba planeado que junto con la película se estrenará un film corto de DreamWorks, Rocky y Bullwinkle, basado en los personajes del mismo nombre. El film corto fue dirigido por Gary Trousdale, conocido por codirigir La bella y la bestia, producido por Nolan Cascino y escrito por Thomas Lennon y Robert Garant. June Foray retomaría su papel como Rocket "Rocky" J. Ardilla, mientras que Tom Kenny prestaría su voz a Bullwinkle el Alce. El corto originalmente serviría como prueba para un posible film basado en esos personajes. Sin embargo, DreamWorks canceló el proyecto y decidió poner un corto original llamado Almost Home, que sirve una precuela a la película animada Home, que se estrenó en noviembre de 2014. El corto de Rocky y Bullwinkle fue incluido en el Blu-Ray de la película.